# Cheriton (Wirginia)
Cheriton – miasto w Stanach Zjednoczonych, w stanie Wirginia, w hrabstwie Northampton.